# Коробка для яиц

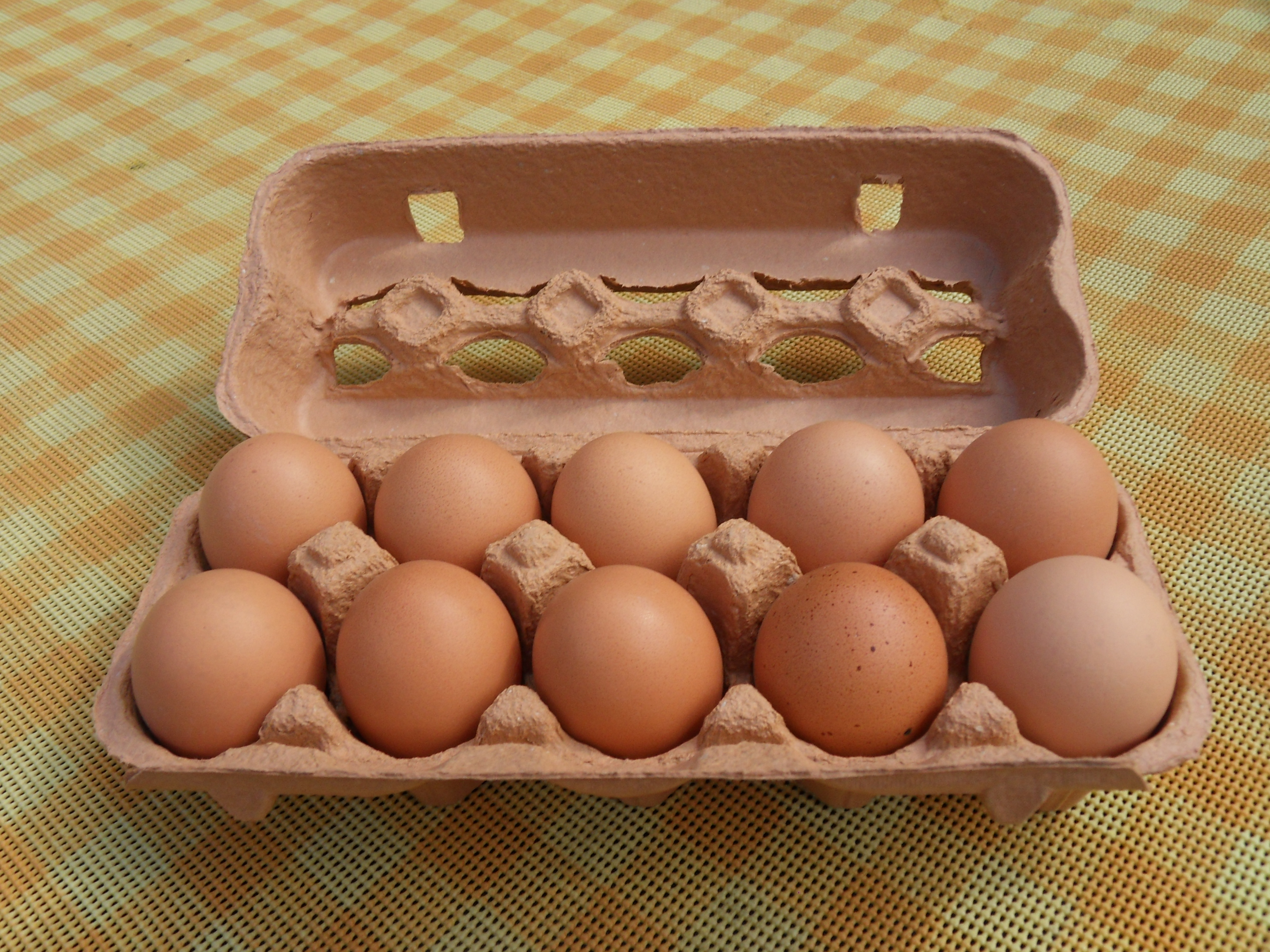

Коробка для яиц — специальная ёмкость для хранения и транспортировки яиц.
Дно коробки для яиц разделено на некоторое количество углублений, каждое из которых вмещает в себя только одно яйцо и таким образом изолирует его от соседних; это позволяют снизить риск разрушения хрупкой оболочки яиц во время их транспортировки и хранения. Чаще всего коробки для яиц изготавливаются из картона, поскольку он поглощает влагу и тем самым препятствует проникновению в яйца бактерий. Однако для их производства используются и другие материалы, такие как полистирен, пластик и папье-маше. Коробки имеют, как правило, прямоугольную форму и содержат в среднем от шести до тридцати яиц.
До изобретения данного типа ёмкостей яйца обычно перевозили в корзинах. Первый прообраз коробки для яиц создал в 1906 году Томас Питер Бетелл из Ливерпуля, придумав своеобразную рамку из переплетённых картонных полос, в которую укладывались яйца; затем она помещалась в картонную или деревянную коробку для последующей перевозки. Непосредственно коробка для яиц, пусть и отличавшаяся от современной, была изобретена в 1911 году редактором газеты Джозефом Койлом из Смитерса, Британская Колумбия; таким способом он пытался урегулировать конфликт, возникший между местным фермером и владельцем отеля в Элдермере, — последний жаловался, что яйца, которые он покупал у фермера, регулярно доставлялись битыми. Близкая к современному варианту коробка для яиц была запатентована в 1921 году, современная — в 1969 году.
Из использованных коробок для яиц иногда изготавливаются настенные панели для ослабления акустики в помещениях; со стороны специалистов данный метод подвергается критике.

## Плюсы и минусы коробок
Коробка для яиц участвовала в экспериментах. Её кидали, бросали в стены, давили, но в каждом испытании из 30 разбивалось около двух яиц.
Но у коробок есть и обратная сторона. Если коробка картонная и в ней разбилось яйцо, то коробка впитывает всю влагу, и становится мягкой, из за чего она может порваться.

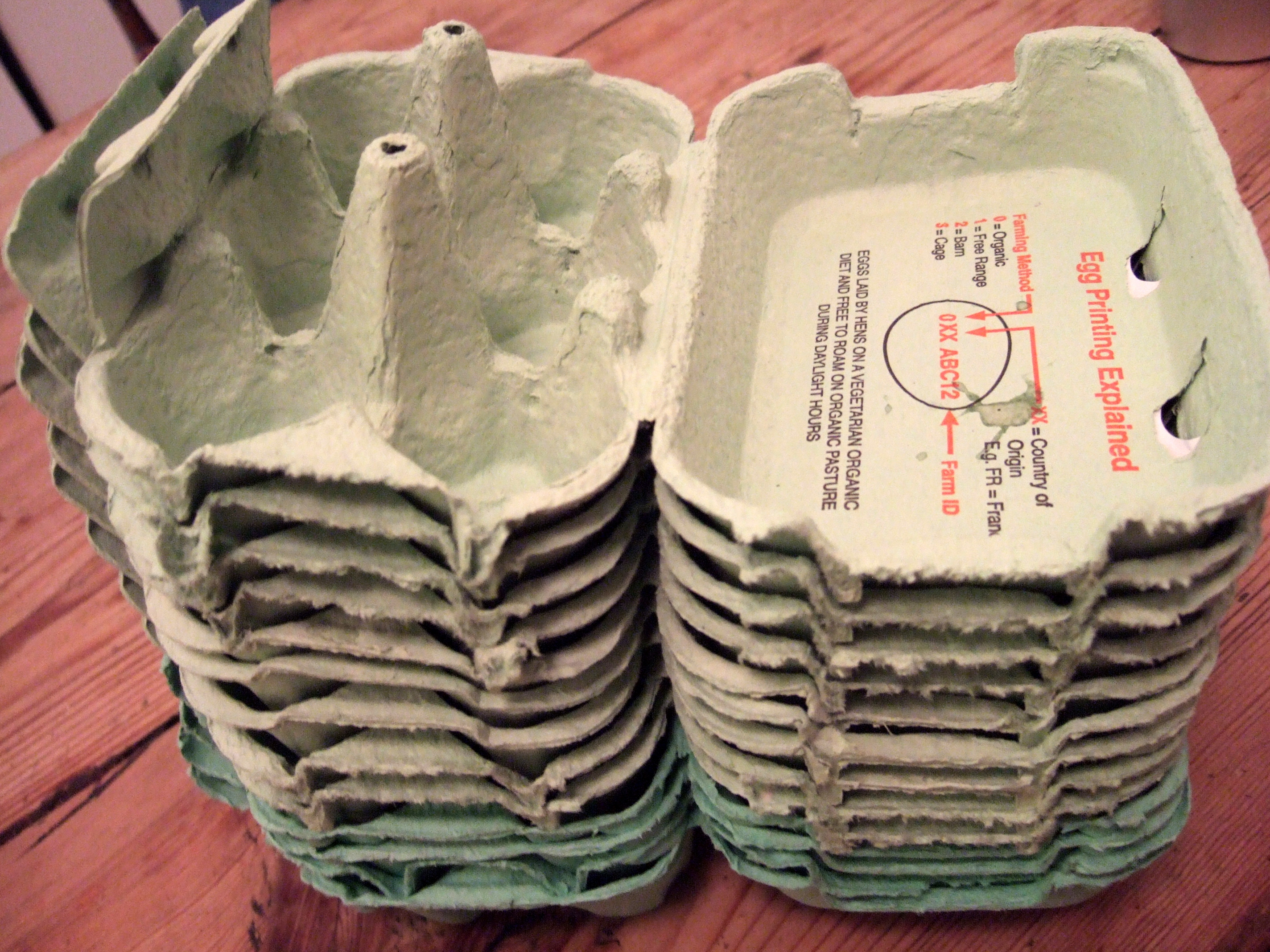
Картонные коробки для яиц